# Cabeça Negra
La Cabeça Negra és una muntanya de 687 metres que es troba al municipi de Vandellòs i l'Hospitalet de l'Infant, a la comarca catalana del Baix Camp.